# Extended Display Identification Data
Extended Display Identification Data (EDID) ist eine 128-Byte-Datenstruktur, mit der eine Anzeige ihre Fähigkeiten beschreibt. Enthalten sind Informationen wie beispielsweise Hersteller, Fertigungsdatum, Displaygröße, Pixel Mapping Data (nur bei reinen Digitalpanels). Spezifiziert wurde EDID durch VESA.
Für die Übertragung der Datenstruktur vom Monitor zur Grafikkarte wird üblicherweise der I²C-Bus verwendet.
Die Kombination von EDID und I²C nennt sich Display Data Channel Version 2 (DDC2). Die 2 zeigt an, dass DDC2 sich von VESAs ursprünglichem DDC unterscheidet (dort wird ein anderes serielles Format benutzt).
Die EDID-Datenstruktur ist normalerweise in einem in das Display eingebauten seriellen PROM oder EEPROM abgelegt und kann von dort via I²C ausgelesen werden (auch wenn der Monitor nicht eingeschaltet ist, denn die Stromversorgung des PROM/EEPROM erfolgt über den Computer, nicht über das Netzteil des Monitors).